# ナカノフドー建設
株式会社ナカノフドー建設（ナカノフドーけんせつ、英語: NAKANO CORPORATION）は、東京都千代田区に本社を置く建設会社（ゼネコン）である。

## 沿革
- 1885年 - 中野喜三郎が石材工事業・中野組を開業。
- 1933年2月8日 - 中野組大島事務所として創業。
- 1942年12月19日 - 株式会社中野組の名称で組織変更。
- 1959年1月 - 東京都千代田区（現在の本社地）へ本社を移転。
- 1962年9月 - 東京証券取引所2部に上場。
- 1972年9月 - 東京証券取引所1部に指定。
- 1990年4月 - 南塚口ビル株式会社を吸収合併。
- 1991年7月 - 株式会社ナカノコーポレーションに社名変更。
- 2004年3月 - 不動建設の建設事業の営業部門を譲り受け
- 2004年4月 - 株式会社ナカノフドー建設へ社名を変更。

## 歴代社長
中野組社長
- 大島義愛：1942年 - 1972年
- 横山福市：1972年 - 1984年
- 米山卓：1984年 - 1991年

ナカノコーポレーション社長
- 米山卓：1991年 - 1994年
- 大島義和：1994年 - 2004年

ナカノフドー建設社長
- 瀧口光夫：2004年 - 2005年
- 橋本武典：2005年 - 2010年
- 浅井晶：2010年 - 2015年
- 竹谷紀之：2015年 -

## 施工例
- 日本橋
- 国会議事堂
- 旧帝国劇場
- 浅草寺宝蔵門
- 山形病院
- 東京都立第三商業高等学校
- 尼崎市立尼崎双星高等学校

他